# 青年法律家協会
青年法律家協会（せいねんほうりつかきょうかい、Japan Young Lawyers Association）は、サンフランシスコ講和条約で主権回復と同時に日米安保条約が発効し、警察予備隊が保安隊に改組されるなど日本国憲法が蔑ろにされていると危惧した約100名の学者・弁護士らで結成された研究団体である。
略称は青法協（せいほうきょう）。

## 沿革
1954年、日本国憲法を擁護し平和と民主主義及び基本的人権を守ることを目的に設立された。発起人は加藤一郎、平野龍一、三ヶ月章、渡辺洋三など。
左派的な主張が多く、1950年代には原水爆禁止、安保改定反対、1960年代にはベトナム反戦運動、日韓基本条約締結反対などの運動を展開した。
1969年の長沼ナイキ事件に端を発した「平賀書簡事件」では、青法協会員の裁判官であった福島重雄に札幌地裁の所長であった平賀健太が「アドバイス」を送ったことが問題視された。これに対して石田和外は会員判事を最高裁判所判事から排除しまた退会を強要。1970年には岸盛一最高裁判所事務総長が、裁判の公正性を疑われかねないので、政治的色彩を帯びた団体に裁判官は加盟すべきではない、との談話を発表した。青法協は名指しこそされなかったものの、「政治的色彩を帯びた団体」に青法協は含まれると考えられた。
1970年7月頃から、弁護士・学者合同部会、裁判官部会、司法修習生部会による職能別部会制を採った。
裁判官部会については、1970年10月に裁判官訴追委員会が、青法協会員であることなどを理由に訴追請求されていた裁判官213名に対し、青法協加入の有無を調査したことや、青法協会員の裁判官宮本康昭が再任を拒否される事件が生じたことなど（これら、一連の差別人事等を「レッドパージ」になぞらえて「ブルーパージ」という）を受けて、1982年以降は新入会員がゼロとなった。1984年1月に青法協の組織内から裁判官組織は消滅し、青法協への賛同を続けた裁判官らは如月会を結成した。
日本における有事法制の制定へ反対してきた。弁護士・学者合同部会は、日本社会主義青年同盟(日本社会党の青年組織)、日本民主青年同盟(日本共産党の青年組織)と合同で制定反対の街頭宣伝活動を行なった。
入会に年齢制限はなく、法科大学院生も入会可能。

## 歴代の議長・事務局長
| 年月日     | 選出総会 | 議長                      | 事務局長   |
| ---------- | -------- | ------------------------- | ---------- |
| 1954年4月  | 第1回    | 第9回まで議長制度を採らず |            |
| 1954年11月 | 第2回    | 第9回まで議長制度を採らず |            |
| 1955年6月  | 第3回    | 第9回まで議長制度を採らず |            |
| 1955年12月 | 第4回    | 第9回まで議長制度を採らず |            |
| 1956年6月  | 第5回    | 第9回まで議長制度を採らず |            |
| 1956年12月 | 第6回    | 第9回まで議長制度を採らず |            |
| 1957年6月  | 第7回    | 第9回まで議長制度を採らず |            |
| 1958年3月  | 第8回    | 第9回まで議長制度を採らず |            |
| 1958年10月 | 第9回    | 第9回まで議長制度を採らず |            |
| 1959年5月  | 第10回   | 河崎光成                  | 小田成光   |
| 1960年5月  | 第11回   | 河崎光成                  | 小田成光   |
| 1961年5月  | 第12回   | 小田成光                  | 鳥生忠佑   |
| 1962年6月  | 第13回   | 小田成光                  | 鳥生忠佑   |
| 1963年6月  | 第14回   | 小田成光                  | 鳥生忠佑   |
| 1964年5月  | 第15回   | 鳥生忠佑                  | 有賀功     |
| 1965年5月  | 第16回   | 鳥生忠佑                  | 国本明     |
| 1966年5月  | 第17回   | 近藤忠孝                  | 国本明     |
| 1967年5月  | 第18回   | 国本明                    | 高木壮八郎 |
| 1968年5月  | 第19回   | 国本明                    | 高木壮八郎 |
| 1969年5月  | 第20回   | 佐々木秀典                | 鷲野忠雄   |
| 1970年7月  | 第21回   | 佐々木秀典                | 鷲野忠雄   |
| 1971年7月  | 第22回   | 佐々木秀典                | 鷲野忠雄   |
| 1972年7月  | 第23回   | 小田中聰樹                | 鷲野忠雄   |
| 1973年7月  | 第24回   | 小田中聰樹                | 堀野紀     |
| 1974年6月  | 第25回   | 牛山積                    | 宮川光治   |
| 1975年6月  | 第26回   | 牛山積                    | 小野寺利孝 |
| 1976年6月  | 第27回   | 隅野隆徳                  | 小野寺利孝 |
| 1977年6月  | 第28回   | 隅野隆徳                  | 原田敬三   |
| 1978年6月  | 第29回   | 小田中聰樹                | 堀野紀     |
| 1979年6月  | 第30回   | 田山輝明                  | 堀野紀     |
| 1980年6月  | 第31回   | 田山輝明                  | 堀野紀     |
| 1981年6月  | 第32回   | 堀野紀                    | 小野寺利孝 |
| 1982年6月  | 第33回   | 堀野紀                    | 小野寺利孝 |
| 1983年5月  | 第34回   | 堀野紀                    | 小野寺利孝 |
| 1984年6月  | 第35回   | 小野寺利孝                | 高山俊吉   |
| 1985年6月  | 第36回   | 高山俊吉                  | 木村晋介   |
| 1986年7月  | 第37回   | 梓澤和幸                  | 服部大三   |
| 1987年5月  | 第38回   | 梓澤和幸                  | 服部大三   |
| 1988年6月  | 第39回   | 大出良知                  | 梓澤和幸   |
| 1989年6月  | 第40回   | 大出良知                  | 宮原哲朗   |
| 1990年6月  | 第41回   | 大出良知                  | 宮原哲朗   |